# Leptocera marginalis
Leptocera marginalis är en tvåvingeart som beskrevs av Malloch 1914. Leptocera marginalis ingår i släktet Leptocera och familjen hoppflugor.
Artens utbredningsområde är Costa Rica. Inga underarter finns listade i Catalogue of Life.